# استرتون-آندر-فوس
استرتون-آندر-فوس (به انگلیسی: Stretton-under-Fosse) یک روستا و محله مدنی در بریتانیا است که در Rugby واقع شده‌است. استرتون-آندر-فوس ۲۳۴ نفر جمعیت دارد.